# Beutegermane
Beutegermane est un terme utilisé depuis que le Reich allemand a annexé des territoires en 1938. Même après la Seconde Guerre mondiale, il reste utilisé par les Allemands.

## Désignation

### Allemands en Allemagne

#### 1938-1945
À partir de 1938, une grande partie de la population du Reich allemand qualifie la Volksdeutsche de Beutegermanen de douteux. Les hommes issus de ces populations annexées doivent faire leur service militaire dans la Wehrmacht allemande. Les non-Allemands qui ont participé à la guerre du côté allemand en tant que volontaires (Unités SS lettones) sont aussi obligés.
Par exemple, les recrues de la division SS volontaire Prinz Eugen, qui ont combattu avec des Allemands, sont appelées Beutegermanen. Les unités non allemandes ou les soldats des divisions Waffen-SS sont également désignés de cette manière.
La 7e armée de la Wehrmacht, qui est stationnée en Normandie et est censée conjurer l'invasion alliée, se compose d'un cinquième des soldats polonais qui sont recrutés de force et de prisonniers de guerre soviétiques. Ces derniers sont également considérés comme des Beutegermanen au moment de leur déploiement.

#### 1945 à aujourd'hui
Le terme Beutegermanen continue à s'appliquer sur ces personnes après leur arrivée en Allemagne (principalement avec la Wehrmacht allemande en retraite) depuis leurs zones de peuplement de l'est. Comme les ressortissants allemands des régions à l'est de la ligne Oder-Neisse, les habitants de l'immédiat après-guerre accusent souvent les Beutegermanen de les forcer à partager avec eux des biens rares.

### Adoption du terme par les non-Allemands
Après la Seconde Guerre mondiale, le terme Beutegermanen est toujours utilisé en Pologne.
Cela fait partie de la thèse selon laquelle il n'y a pas d'Allemands parmi les citoyens polonais en 1939. Certains des citoyens polonais d'origine allemande qui ont été contraint de se comporter comme des polonais pendant longtemps se sont souvenus de leurs ancêtres allemands pour des raisons opportunistes, et d'autres Polonais sont germanisés de force.

## Auto-désignation
Parfois, après 1945, le terme  « polonisés » est également utilisé comme une auto-désignation qui n'est pas destinée à être péjorative, par exemple, dans une lettre écrite en 1951 Oskar Schindler a écrit :  